# Attila Gyárfás
Attila Gyárfás (* 21. Juni 1990) ist ein ungarischer Jazz- und Improvisationsmusiker (Schlagzeug, Komposition) und Musikpädagoge.

## Leben und Wirken
Gyárfás, dessen Vater der Jazzgitarrist István Gyárfás ist, hat zunächst Geige gelernt, unterbrach dann aber die Ausbildung. Mit 14 Jahren fing er an, Schlagzeugunterricht zu nehmen, zunächst interessiert an Rockmusik und Metal, bevor er über den Jazzrock zum Jazz kam. Nach dem Abitur zog er in die Niederlande, wo er von Eric Ineke betreut würde. Nach vier Jahren schloss er sein Studium am Koninklijk Conservatorium Den Haag mit Auszeichnung ab; anschließend erwarb er seinen Master-Abschluss am Conservatorium van Amsterdam.
Gyárfás gründete seine eigene Band, die 2018 sein erstes Album mit dem Titel Cloud Factory veröffentlichte; ein zweites Album folgte 2020 in der Trioformation mit Randomity. Mit Ralph Alessi und Alex Koo bildete er das kollaborative Trio Identified Flying Object, mit Ávéd János, Bálint Bolcsó, Gergő Kováts und Péter Ajtai das Quintett Quelquefois. Weiterhin gehört er zu den Trios von Filippo Vignato, Aron Talas, Gerhard Ornig sowie Miklós Gányi und den Quartettformationen von Filippo Vignato und von Kristóf Bacsó. Weiterhin ist er auf Alben von Alban Claret, István Gyárfás, Alessandro Fongaro und Boom’n’Bang zu hören. Außerdem unterrichtet er seit 2020 an der Franz-Liszt-Musikakademie in Budapest.

## Preise und Auszeichnungen
Als Mitglied verschiedener Gruppen hat Gyárfás mehrere Preise gewonnen, darunter 2014 den Dordtse Jazz Prijs und 2017 mit dem Filippo Vignato Trio den Europäischen Burghauser Nachwuchs-Jazzpreis.

## Diskographische Hinweise
- Cloud Factory (Sinistra 2018, mit Felician Honsig-Erlenburg, Jason Alder, Márton Fenyvesi, Marco Zenini)
- Filippo Vignato, Yannick Lestra, Gyárfás: Heidelberg (Live at Enjoy Jazz) (Auand 2020)
- Alex Koo, Attila Gyárfás, Ralph Alessi: Identified Flying Object (W.E.R.F. 2021)
- Minimal Distance (Hunnia Records & Film Production, 2022)
- Magnified Solos (JazzaJ, 2025)